# Код Камиле
„Код Камиле“ је југословенски филм из 1978. године. Режирао га је Славољуб Стефановић Раваси, а сценарио су писали Богдан Чиплић и Татјана Павић.

## Улоге
| Глумац              | Улога                |
| ------------------- | -------------------- |
| Велимир Животић     | Глумац               |
| Владислав Матић     | Јован Јовановић Змај |
| Драгиша Шокица      | Иван Бајић           |
| Велимир Суботић     | Лаза Костић          |
| Ђорђе Јелисић       | Ђура Јакшић          |
| Иван Хајтл          | Пера Добриновић      |
| Зоран Стојиљковић   | Коста Трифковић      |
| Стеван Шалајић      | Кафеџија Пера        |
| Весна Чипчић        | Келнерица Розика     |
| Томанија Ђуричко    | Перина жена          |
| Стеван Гардиновачки |                      |
| Добрила Шокица      |                      |